# Céline Bozon
Céline Bozon (* 21. April 1975) ist eine französische Kamerafrau.

## Leben
Céline Bozon wuchs mit ihrem Bruder Serge Bozon und dem Vater in Roanne auf. Sie studierte an der Filmhochschule La fémis in Paris; während des Studiums sammelte sie Set-Erfahrung als Kameraassistentin von Crystel Fournier. Seit ihrem Abschluss 1999 ist sie als Kamerafrau tätig. Ihr Schaffen umfasst mehr als 60 Film- und Fernsehproduktionen. Dabei hat sie mit diversen Techniken gearbeitet, unter anderem auch mit 35-mm-Filmmaterial.
Sie arbeitete unter anderem mit Jean Paul Civeyrac, Axelle Ropert, Valérie Donzelli, Alain Gomis und Patric Ciha zusammen, als auch wiederholt mit ihrem Bruder Serge Bozon.
2018 wurde sie in die Academy of Motion Picture Arts and Sciences berufen, die jährlich die Oscars vergibt.

## Filmografie (Auswahl)
- 2003: All die schönen Versprechungen (Toutes ces belles promesses)
- 2004: Exil (Exils)
- 2004: Schweinefleisch und Milch (Pork and Milk)
- 2004: Europäische Visionen (Visions of Europe) (Segment Paris by Night)
- 2005: À travers la forêt
- 2005: Der Preis der Freundschaft (Gris blanc)
- 2005: Hotel Marysol (Le passager)
- 2006: Transylvania
- 2006: Verliebt sein in Belfast (Belfast Girls)
- 2008: Malika ist ausgeflogen (Malika s’est envolée)
- 2009: Von Liebe und Bedauern (Les regrets)
- 2010: Black Heaven (L’autre monde)
- 2011: Die Taube (L’oiseau)
- 2012: Let My People Go!
- 2012: Pauline détective
- 2013: Tip Top
- 2013: Sagen Sie mal „A“! (Tirez la langue, mademoiselle)
- 2014: High Society (Le beau monde)
- 2015: Sanfter Mann sucht Frau (L’annonce)
- 2015: Marguerite and Julien (Marguerite et Julien)
- 2017: Die Frau mit Vergangenheit (La bête curieuse) (Fernsehfilm)
- 2017: Félicité
- 2017: Madame Hyde
- 2019: Der flüssige Spiegel (Vif-Argent)
- 2020: Ibrahim
- 2021: Blinden Schrittes (À pas aveugles)
- 2022: Die Zeit, die wir teilen (À propos de Joan)
- 2022: Annie Colère
- 2023: Das Tier im Dschungel (La Bête dans la jungle)